# Зеленський без гриму
«Зеленський без гриму» — книга українського журналіста і публіциста Сергія Руденка про Президента України Володимира Зеленського.  Вийшла друком 2021 року в Києві у видавництві Саміт-книга.
Учасниками проєкту є українські політики Роман Безсмертний, Гео Лерос, Руслан Рябошапка, політологи і політтехнологи Віктор Бобиренко, Сергій Гайдай, Кость Бондаренко.
2022 року книжка вийшла у перекладі англійською (Zelensky : A Biography, by Serhii Rudenko. Перекладачі Алла Пермінова і Майкл М Нейден, видавництво Polity, 2022, 200 сторінокб ISBN:9781509556380).
У 2022 році цей твір перекладено у 25 країнах світу. Виданий у Німеччині переклад увійшов у список бестселерів журналу Шпіґель.

## Вміст
У книзі 35 епізодів про різні періоди життя Володимира Зеленського — починаючи із дитинства у Кривому Розі, завершуючи місцевими виборами 25 жовтня 2020 року.

## Сприйняття
Рецензії на українське видання опублікували espreso.tv,
Рецензії на видання перекладу книжки англійською мовою опублікували The Guardian,
The New Statesman,
The Telegraph,